# Societatea Națională de Îmbunătățiri Funciare
Societatea Națională de Îmbunătățiri Funciare (SNIF) este o companie deținută de statul român, care are ca obiect principal de activitate construcțiile hidrotehnice.
SNIF se ocupă cu prestarea de servicii de întreținere, reparare și exploatare, după caz, a lucrărilor de irigații, desecări-drenaje, combaterea eroziunii solului, îndiguiri, baraje și altele asemenea, inclusiv apărarea împotriva inundațiilor și ghețurilor, fenomenelor meteorologice periculoase și accidentelor la construcțiile hidrotehnice aflate în administrarea Administrației Naționale a Îmbunătățirilor Funciare (ANIF).
SNIF este deținută de Agenția Domeniilor Statului, aflată în subordinea Ministerului Agriculturii.
În noiembrie 2008, SNIF exploata terenuri cu o suprafață totală de 2,135 milioane metri pătrați, evaluate la peste 41 milioane de euro.
Veniturile totale înregistrate de SNIF se ridicau la 24,9 milioane de euro în anul 2007, și 24,4 milioane de euro în anul 2006.
În martie 2007, SNIF avea circa 1.700 de angajați și 40 de sucursale județene.

## Istoric
În perioada 1990 - 2005, SNIF a trecut printr-un proces de restructurare, fiind divizată în 90 de societăți comerciale, dintre care 40 au format ulterior Regia Autonomă a Îmbunătățirilor Funciare.
În anul 2000, SNIF a fost organizată ca societate comercială pe acțiuni, prin restructurarea Regiei Autonome a Îmbunătățirilor Funciare, iar în aprilie 2004 a fost înființată Administrația Națională de Îmbunătățiri Funciare (ANIF), prin reorganizarea SNIF, de la care a preluat o parte din active.
În primăvara anului 2006, Guvernul României a deblocat conturile SNIF, pe o perioadă de șase luni, pentru a permite societății să intervină în caz de inundații, după ce Agenția Națională de Administrare Fiscală (ANAF) a început operațiunile de executare silită, din cauza datoriilor acumulate la bugetul de stat.
Ulterior, Guvernul a prelungit cu șase luni perioada în care conturile SNIF au rămas deblocate.